# 아신 (배우)
아신(힌디어: असिन, 영어: Asin, 1985년 10월 26일 ~ )은 인도의 배우, 모델이다.

## 출연 작품
- 올 이즈 웰 (2015)
- 킬라디 789 (2012)
- 볼 바흐찬 (2012)
- 하우스풀 2 (2012)
- 카아바란 (2011)
- 레디 (2011)
- 가지니 (2008)

## 같이 보기
- 인도 영화 배우 목록